# باشگاه فوتبال اشفورد تاون
باشگاه فوتبال اشفورد تاون (به انگلیسی: Ashford Town (Middlesex) Football Club) یک باشگاه فوتبال در شهر اشفورد، ساری، کشور انگلستان است که در سال ۱۹۵۸ میلادی تأسیس شده‌است.